# Kdesvn
Kdesvn è un client grafico per interfacciarsi ad SVN. È un'applicazione scritta in C++ e si appoggia alle librerie kdelibs di KDE. A differenza di molti altri programmi di questo genere, implementa direttamente le API C di Subversion senza effettuare vari parsing degli output.
Offre tutte le funzionalità base di SVN e consente di fare checkout e commit in maniera molto semplice. Permette inoltre di creare dei bookmarks per ogni repository così da gestire contemporaneamente più progetti.